# Big (rivière de Nouvelle-Zélande)
Pour les articles homonymes, voir Big.
Big (anglais : Big River) est une rivière du sud de la région du Fiordland dans l’Île du Sud de la Nouvelle-Zélande dans le district de Southland en région Southland, et c’est l’une des trois rivières de ce nom, que l’on trouve dans l’Île du Sud. 

## Géographie
C’est la principale source du lac Hakapoua et son étendue d’eau forme le lac sur une longueur de 2 km jusqu’à sa sortie à la mer.